# 阿朗松
阿朗松（法語：Alençon，法語發音：[alɑ̃sɔ̃]），法国西北部城市，诺曼底大区奥恩省的一个市镇，同时也是该省的省会，下辖阿朗松区，其市镇面积为10.68平方公里，2022年1月1日时人口数量为25,667人，是该省人口最多的市镇，在法国城市中排名第339位。
阿朗松位于奥恩省南部，其市镇本身与萨尔特省接壤，是法国唯一一个通过陆地直接与邻省及相邻大区接壤的省会城市。阿朗松历史悠久，中世纪末曾为同名公爵及综合行政区的驻地，同时也因阿朗松花边而闻名。但由于工业革命时错失巴黎－布雷斯特铁路，阿朗松未能成为铁路枢纽，造成其发展缓慢，人口数量停滞不前，大量工业部门转移至相邻城市勒芒，被称为“火车拉走的城市”。

## 地名来源
“阿朗松”一名来源于高卢时期“阿朗蒂尤斯”（Alantius），后者为高卢部落——阿隆蒂尤斯人（Allontius）的都城，即今阿朗松的城市前身。墨洛温王朝时期转写为，后逐渐衍变为。

## 历史

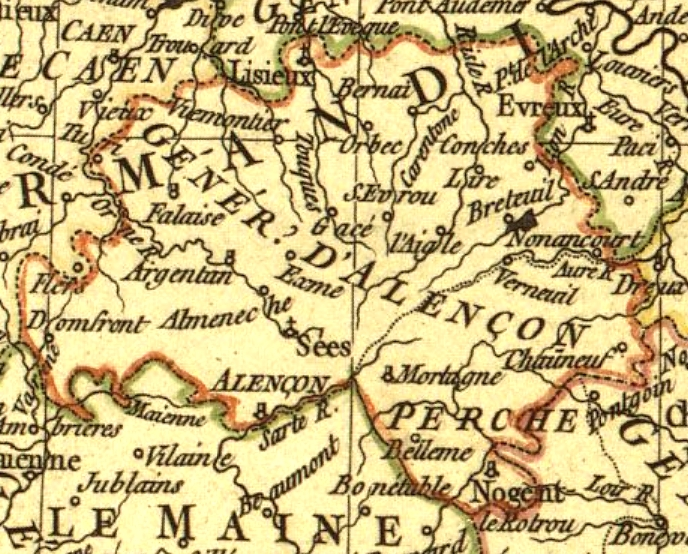
阿朗松综合行政区地图

阿朗松历史悠久，当地出土的文物表明其在新石器时期就已出现人类活动。阿隆蒂尤斯人在萨尔特人右岸建起了阿朗蒂尤斯，成为阿朗松城市的前身，罗马人入侵后，阿朗松成为卢格敦高卢行省的一部分。中世纪早期，维京人入侵该地。公元911年，根据《埃普特河畔圣克莱尔条约》，包括阿朗松在内的诺曼底地区成为公国，其中阿朗松成为一个伯国，由贝莱姆家族统治。公元1220年，阿朗松的罗贝尔一世在获得公爵的爵位，阿朗松由此成为一个重要的政治和经济商业中心，城市获得快速发展。英法百年战争时期，阿朗松遭到严重破坏。1636年，黎塞留撤销了阿朗松公爵爵位，改为阿朗松综合行政区，并与鲁昂和卡昂一道组成诺曼底特别政府区。法国大革命后，阿朗松成为奥恩省的省会。19世纪初，阿朗松钟表家族路易和泽利·马丁开辟针织作坊，“阿朗松花边”（Dentelle d'Alençon）成为当地代表手工产品。工业革命时期，原本计划途径阿朗松的巴黎－布雷斯特铁路在萨尔特省议员的争取下改由勒芒通过，阿朗松由此失去了直通巴黎的铁路，造成大量人口外流。

## 地理

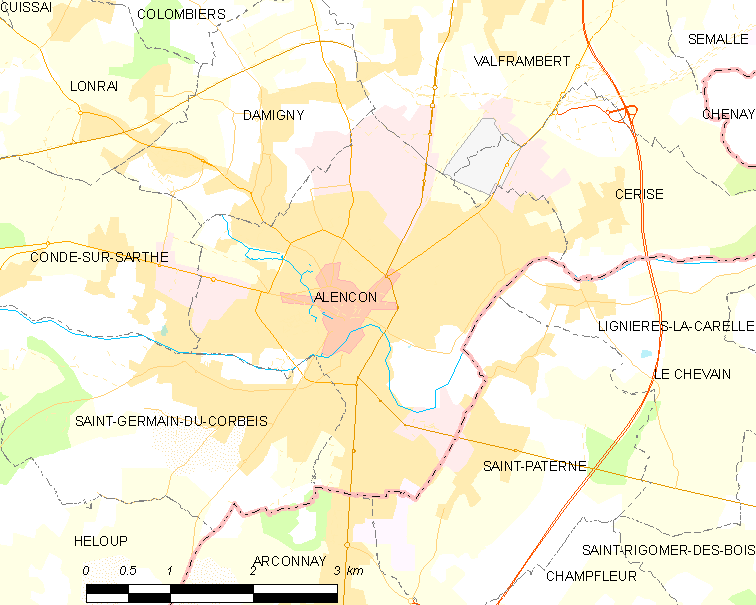
阿朗松市镇范围地图

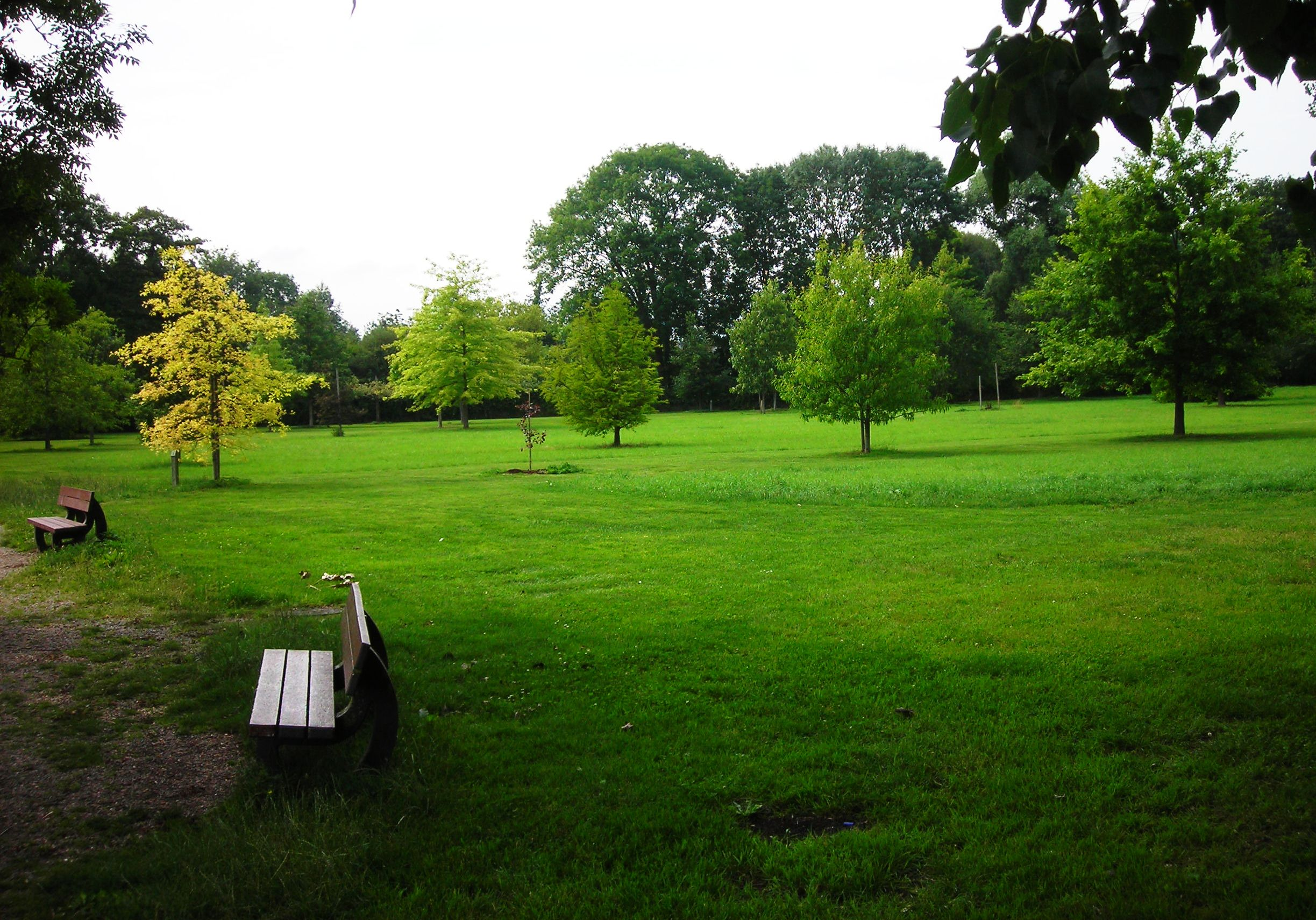
盖讷滩公园

阿朗松位于法国西北部，诺曼底大区南部和奥恩省南部，与萨尔特省接壤，距离大区首府鲁昂大约190公里。与阿朗松接壤的市镇包括：达米尼、瑟里塞、萨尔特河畔孔代、圣日耳曼-迪科尔贝伊、瓦尔弗朗贝尔、阿尔索奈。

### 地形
阿朗松位于诺曼底丘陵南部边缘，境内地势平坦，海拔在127到152米之间。

### 地质
阿朗松境内的地表以现代冲积物为主，适合农作物生长，老城区地表大部分被人工建筑物覆盖。

### 水文
萨尔特河自东向西流经境内，阿朗松市区段平均宽度约20米，属于卢瓦尔河流域，历史上曾通航。

### 植被
阿朗松属于温带阔叶混交林区，市区内的主要绿地公园包括漫步道公园（Parc des Promenades）、盖讷滩公园（Parc du Gué de Gesnes）等，均常年免费向公众开放。
在鲜花城市的评比中，阿朗松被评为3星级鲜花城市。

### 气候
阿朗松在柯本气候分类法中属于温带海洋性气候，降水均匀，年温差较小。
阿朗松市区北郊的瓦尔弗朗贝尔境内设有气象站，以下为该气象站的数据：
| 阿朗松-瓦尔弗朗贝尔1981年－2019年 | 阿朗松-瓦尔弗朗贝尔1981年－2019年 | 阿朗松-瓦尔弗朗贝尔1981年－2019年 | 阿朗松-瓦尔弗朗贝尔1981年－2019年 | 阿朗松-瓦尔弗朗贝尔1981年－2019年 | 阿朗松-瓦尔弗朗贝尔1981年－2019年 | 阿朗松-瓦尔弗朗贝尔1981年－2019年 | 阿朗松-瓦尔弗朗贝尔1981年－2019年 | 阿朗松-瓦尔弗朗贝尔1981年－2019年 | 阿朗松-瓦尔弗朗贝尔1981年－2019年 | 阿朗松-瓦尔弗朗贝尔1981年－2019年 | 阿朗松-瓦尔弗朗贝尔1981年－2019年 | 阿朗松-瓦尔弗朗贝尔1981年－2019年 | 阿朗松-瓦尔弗朗贝尔1981年－2019年 |
| 月份                              | 1月                               | 2月                               | 3月                               | 4月                               | 5月                               | 6月                               | 7月                               | 8月                               | 9月                               | 10月                              | 11月                              | 12月                              | 全年                              |
| --------------------------------- | --------------------------------- | --------------------------------- | --------------------------------- | --------------------------------- | --------------------------------- | --------------------------------- | --------------------------------- | --------------------------------- | --------------------------------- | --------------------------------- | --------------------------------- | --------------------------------- | --------------------------------- |
| 历史最高温 °C（°F）               | 17.7 (63.9)                       | 20.1 (68.2)                       | 22.5 (72.5)                       | 28.9 (84.0)                       | 31 (88)                           | 36.9 (98.4)                       | 39.8 (103.6)                      | 38.5 (101.3)                      | 34.2 (93.6)                       | 28.4 (83.1)                       | 21 (70)                           | 16.5 (61.7)                       | 39.8 (103.6)                      |
| 平均高温 °C（°F）                 | 7 (45)                            | 8.1 (46.6)                        | 11.6 (52.9)                       | 14.4 (57.9)                       | 18.1 (64.6)                       | 21.5 (70.7)                       | 24 (75)                           | 24 (75)                           | 20.7 (69.3)                       | 15.9 (60.6)                       | 10.6 (51.1)                       | 7.3 (45.1)                        | 15.3 (59.5)                       |
| 日均气温 °C（°F）                 | 4.3 (39.7)                        | 4.7 (40.5)                        | 7.4 (45.3)                        | 9.5 (49.1)                        | 13.2 (55.8)                       | 16.2 (61.2)                       | 18.4 (65.1)                       | 18.3 (64.9)                       | 15.3 (59.5)                       | 11.8 (53.2)                       | 7.4 (45.3)                        | 4.6 (40.3)                        | 10.9 (51.6)                       |
| 平均低温 °C（°F）                 | 1.6 (34.9)                        | 1.4 (34.5)                        | 3.2 (37.8)                        | 4.7 (40.5)                        | 8.2 (46.8)                        | 10.9 (51.6)                       | 12.9 (55.2)                       | 12.6 (54.7)                       | 10 (50)                           | 7.7 (45.9)                        | 4.2 (39.6)                        | 2 (36)                            | 6.6 (43.9)                        |
| 历史最低温 °C（°F）               | −17.4 (0.7)                       | −18 (0)                           | −9.4 (15.1)                       | −5.2 (22.6)                       | −2.6 (27.3)                       | 0.3 (32.5)                        | 3 (37)                            | 0 (32)                            | 0 (32)                            | −6 (21)                           | −10.6 (12.9)                      | −17 (1)                           | −18 (0)                           |
| 平均降水量 mm（）                 | 77.1 (3.04)                       | 55 (2.2)                          | 57.5 (2.26)                       | 52 (2.0)                          | 67.5 (2.66)                       | 51.1 (2.01)                       | 55.4 (2.18)                       | 41.7 (1.64)                       | 61.8 (2.43)                       | 75.9 (2.99)                       | 68.2 (2.69)                       | 83.5 (3.29)                       | 746.7 (29.40)                     |
| 月均日照時數                      | 62                                | 85                                | 131.4                             | 163.4                             | 190.3                             | 217.7                             | 215                               | 212.4                             | 168.2                             | 113.6                             | 70.5                              | 60.4                              | 1,689.9                           |
| 来源：infoclimat.fr               |                                   |                                   |                                   |                                   |                                   |                                   |                                   |                                   |                                   |                                   |                                   |                                   |                                   |

## 行政区划
阿朗松是法国诺曼底大区奥恩省的一个市镇，编号为61001，它也是奥恩省的省会。阿朗松下辖阿朗松区，隶属于奥恩省第一选区，管理阿朗松第一县和第二县，同时也是阿朗松城市公共社区的办公驻地。
阿朗松市镇被划为六个街区，自2008年起实行街区自治制度。
法国国家统计与经济研究所（简称）在进行数据统计时，将阿朗松及相邻的另外7个市镇设为阿朗松城市核心区，并将包括核心区在内的周边共56个市镇划为阿朗松城市区。自2020年起，阿朗松城市区被包含89个市镇的阿朗松城市辐射区代替。此外，还将阿朗松市镇分为了14个“块区”（IRIS），以便于统计人口分布情况。

## 交通

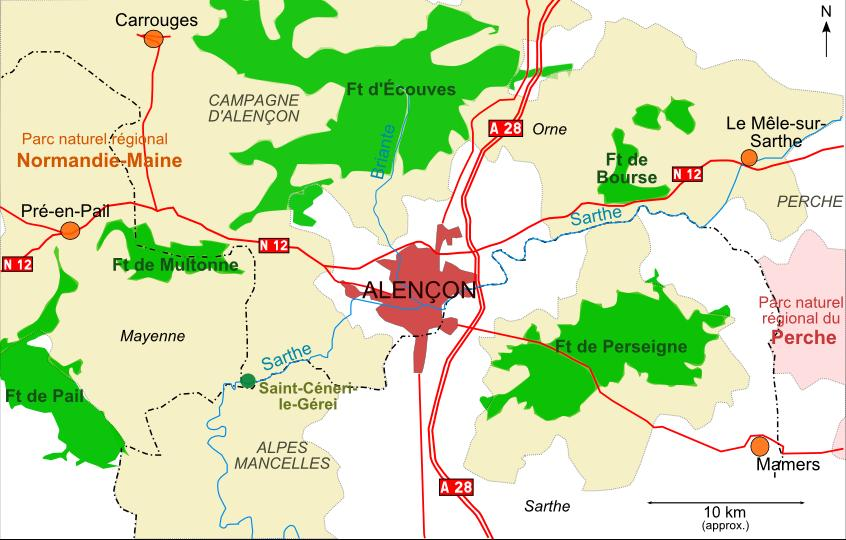
阿朗松交通图

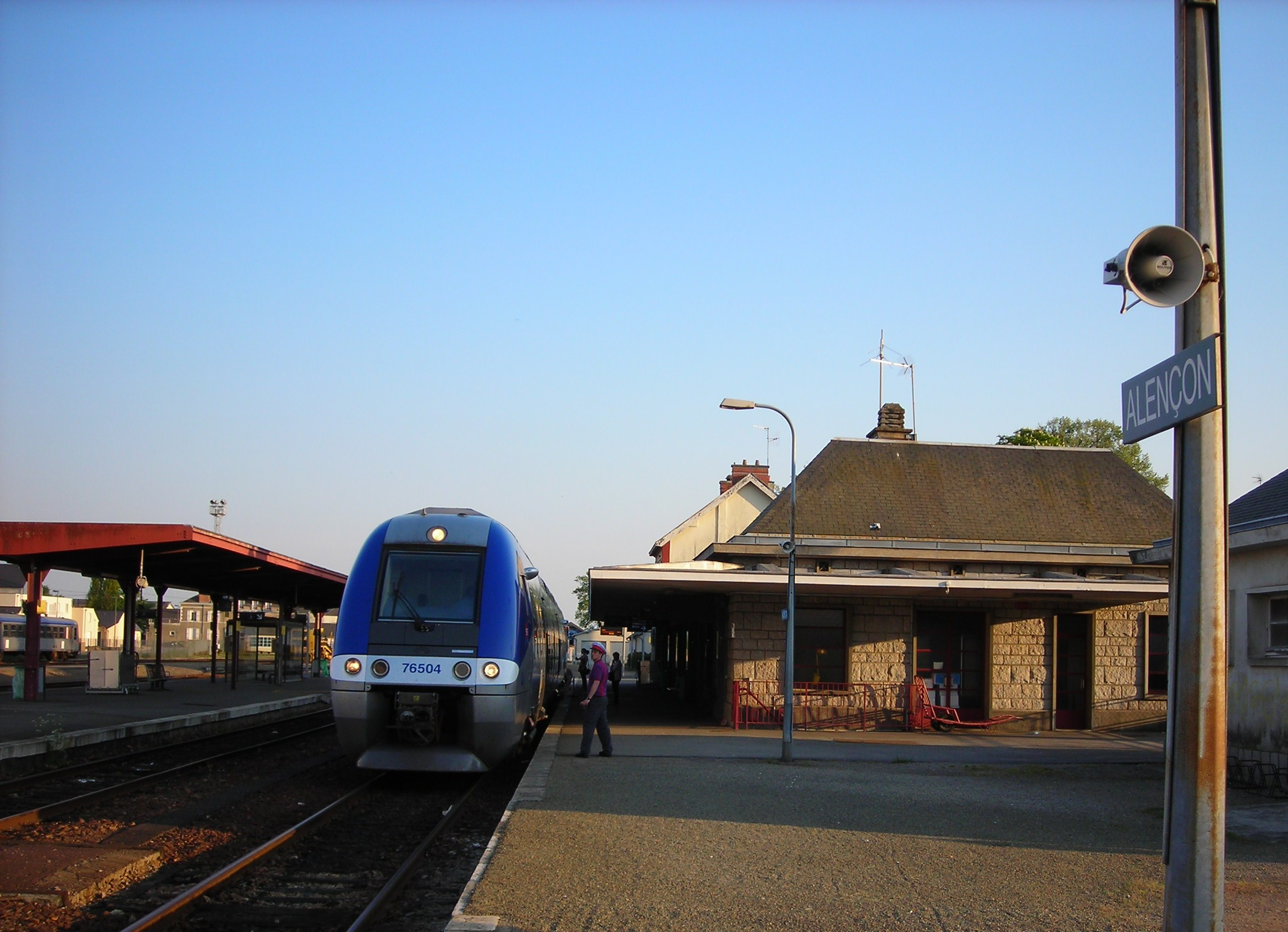
阿朗松火车站内的一列区域列车

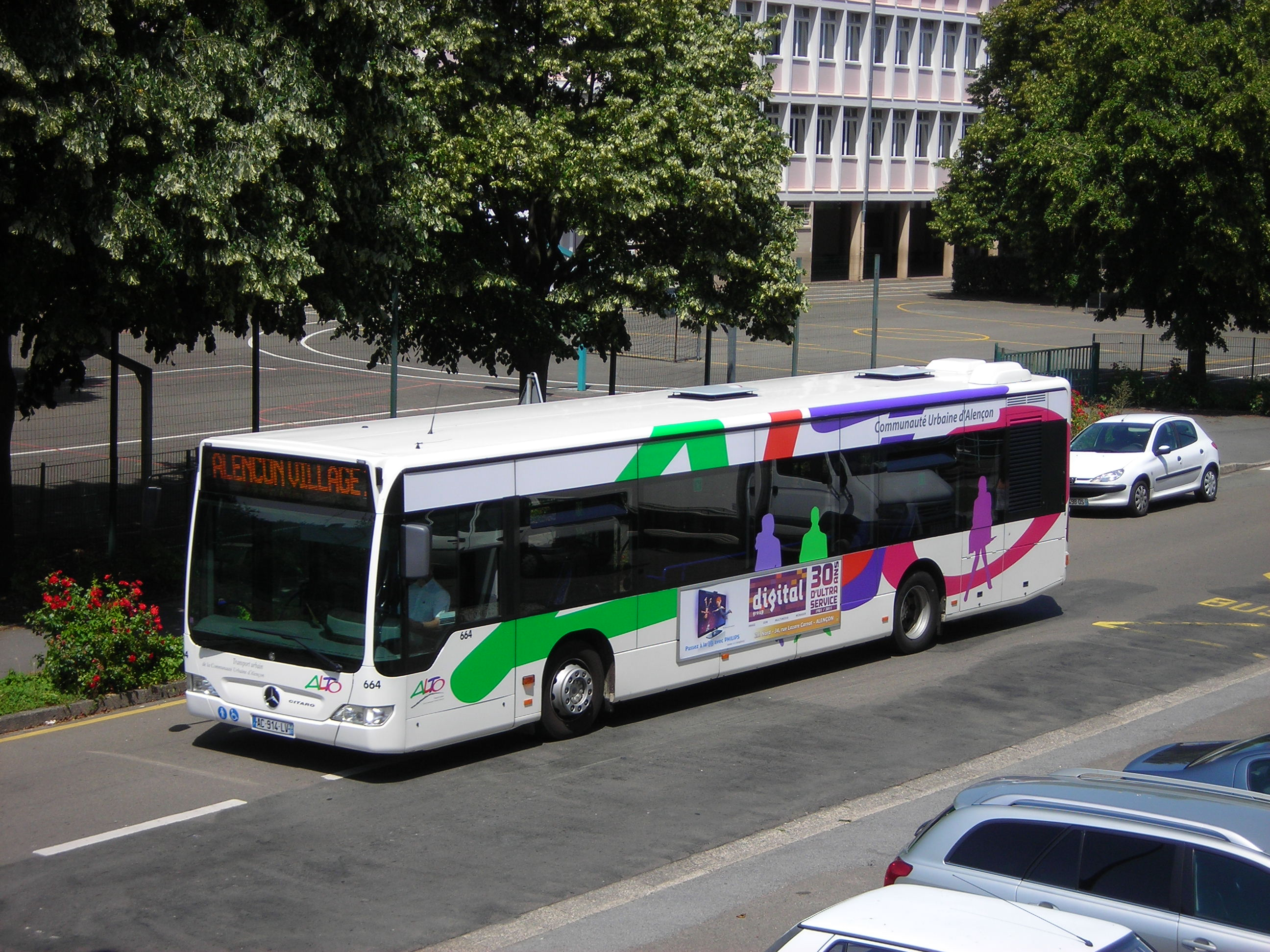
阿朗松市区的一辆公共汽车

### 公路
法国国家A28号高速公路（鲁昂－图尔）纵贯阿朗松市区东部，通过18和19两个互通立交桥连接市区；法国国道N12线横穿阿朗松市区北部，另有多条奥恩省省道在阿朗松境内交汇。奥恩省城际客运提供前往诺让勒罗特鲁、莫尔塔涅欧佩什等地的常规巴士线路，并有校车线路可前往周边部分市镇。自2019年10月起，阿朗松开行直达勒芒和卡昂的豪华城际班车，可携带自行车，并提供免费wifi、报刊杂志等服务，但由于其速度和舒适性不及同向的铁路，故此举在当地引发争议。
2018年，63.7%的阿朗松家庭拥有至少一辆私人汽车。2019年，阿朗松境内共发生各类交通事故8起，造成8人受伤。

### 铁路
阿朗松位于勒芒－梅济东铁路线上，阿朗松火车站每天停靠往返于卡昂和图尔之间的长途区域列车，同时也开行前往勒芒的短途通勤列车。
阿朗松是法国距离巴黎最近的没有直达巴黎列车的省会城市，由阿朗松前往巴黎需通过勒芒站或叙尔东站中转换乘。

### 航空
阿朗松-瓦尔弗朗贝尔飞行场位于阿朗松市区北部，供当地的空军和航空俱乐部使用，除此之外阿朗松境内暂无民用航空机场。阿朗松市区前往巴黎-奥利机场的车程在两个半小时以内。

### 城市公共交通
阿朗松城市公共交通（商业名称为“Alto”）是当地的城市公共交通系统。截至2021年10月，该系统下属5条常规线路和1条周日/节假日线路，另有10条定制线路和25条校车线路，路网覆盖了整个阿朗松城市区。

## 政治

阿朗松市政厅

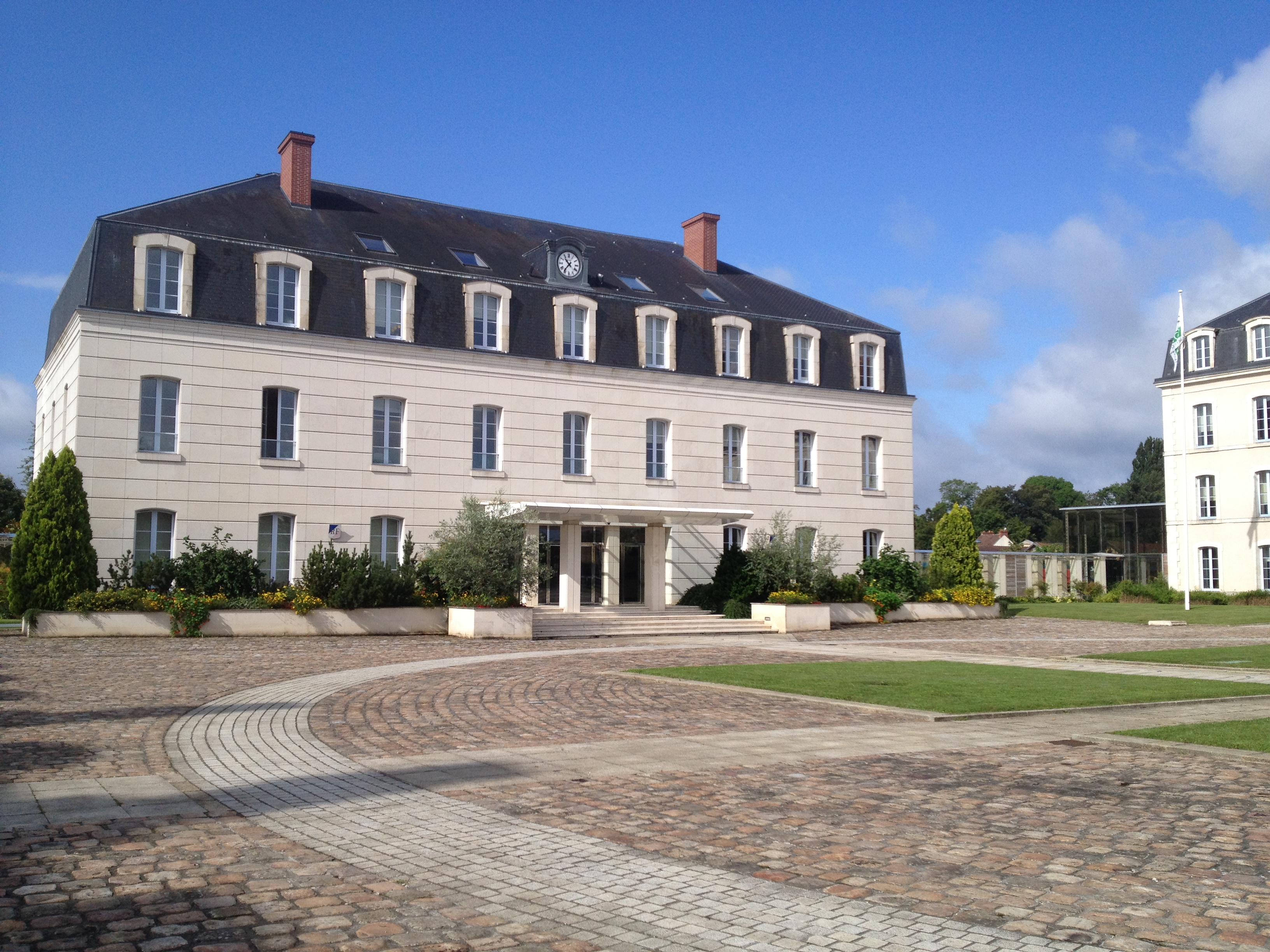
奥恩省省政府

阿朗松的现任市长为埃马纽埃尔·达尔西萨克先生（Emmanuel Darcissac），他是共和国前进！的一名成员，于2017年上任，在2020年的市政选举中获得了34.94%的支持率。
在2017年的法国总统大选中，法国第25任总统埃马纽埃尔·马克龙在阿朗松获得了72.37%的支持率。
| 阿朗松历届市长 |                                          |                    |
| 任期           | 市长                                     | 党派               |
| 1947年－1959年 | Marcel Hébert 马塞尔·埃贝尔              | 不详               |
| 1959年－1965年 | Hubert Mutricy 于贝尔·米特里西           | 不详               |
| 1965年－1977年 | Jean Cren 让·克朗                        | 不详               |
| 1977年－1989年 | Pierre Mauger 皮埃尔·莫热                | PS社会党           |
| 1989年－2002年 | Alain Lambert 阿兰·朗贝尔                | UDF法国民主联盟    |
| 2002年－2008年 | Christine Roimier 克里斯蒂娜·鲁瓦米耶    | DVD右翼无党派人士  |
| 2008年－2017年 | Joaquim Pueyo 若阿康·皮埃约              | PS社会党           |
| 2017年－       | Emmanuel Darcissac 埃马纽埃尔·达尔西萨克 | PS社会党 →LREM复兴 |

## 人口
2018年，阿朗松市镇人口数量为25,775，在法国排名第339位。其中男性11,836人，女性13,939人，75岁及以上人口占10.2%，外籍人口数量为7,838人，人口密度为2,413人/平方公里，当地居民被称为（男性）或（女性）。2019年，阿朗松境内出生247人，死亡人口320人。
| 年份   | 1936   | 1946   | 1954   | 1962   | 1968   | 1975   | 1982   | 1990   | 1999   | 2006   | 2011   | 2016   | 2018   |
| ------ | ------ | ------ | ------ | ------ | ------ | ------ | ------ | ------ | ------ | ------ | ------ | ------ | ------ |
| 人口數 | 17,731 | 19,691 | 21,893 | 25,584 | 31,656 | 33,680 | 31,608 | 29,988 | 28,935 | 28,458 | 26,300 | 26,129 | 25,775 |

## 经济

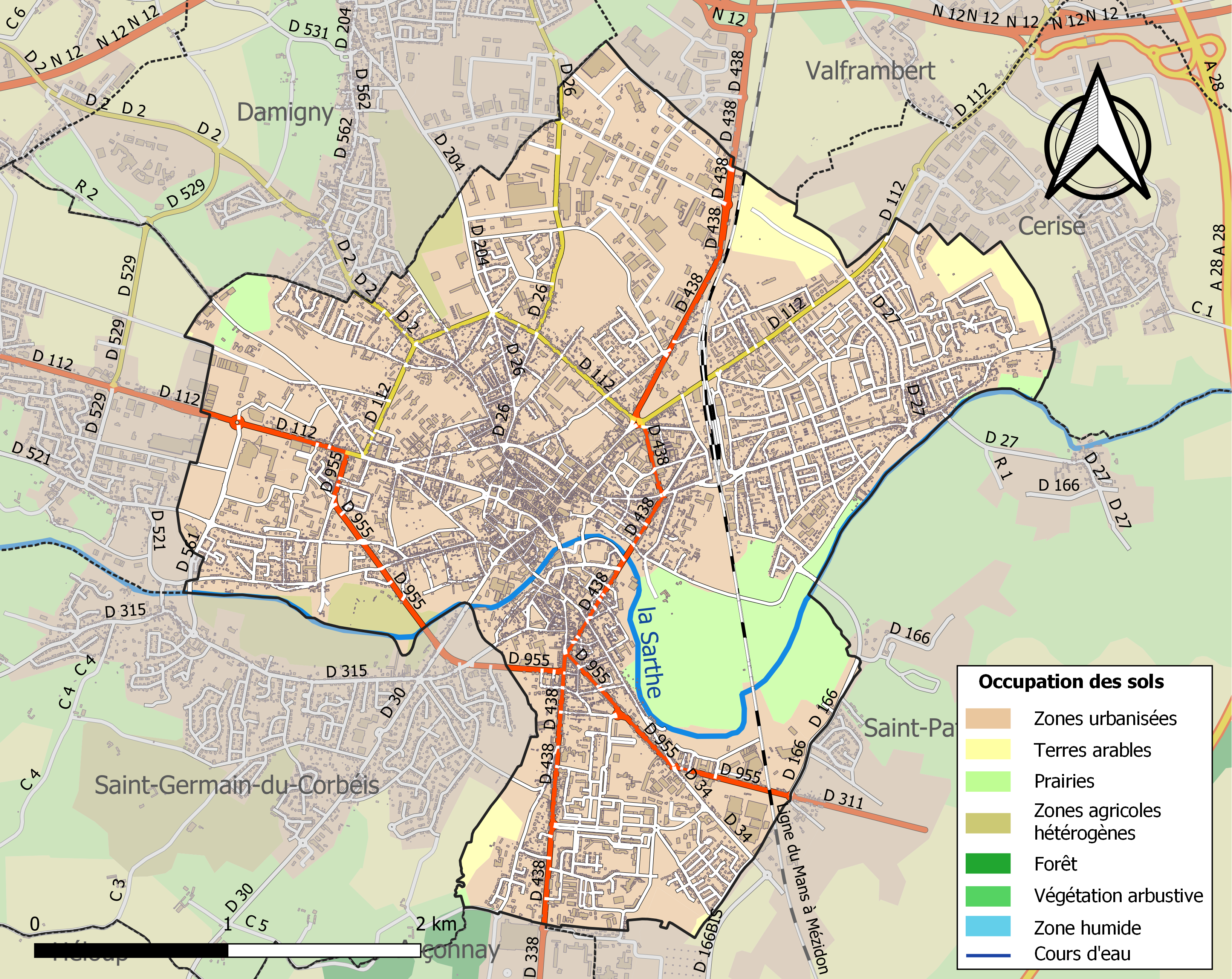
阿朗松土地利用情况地图

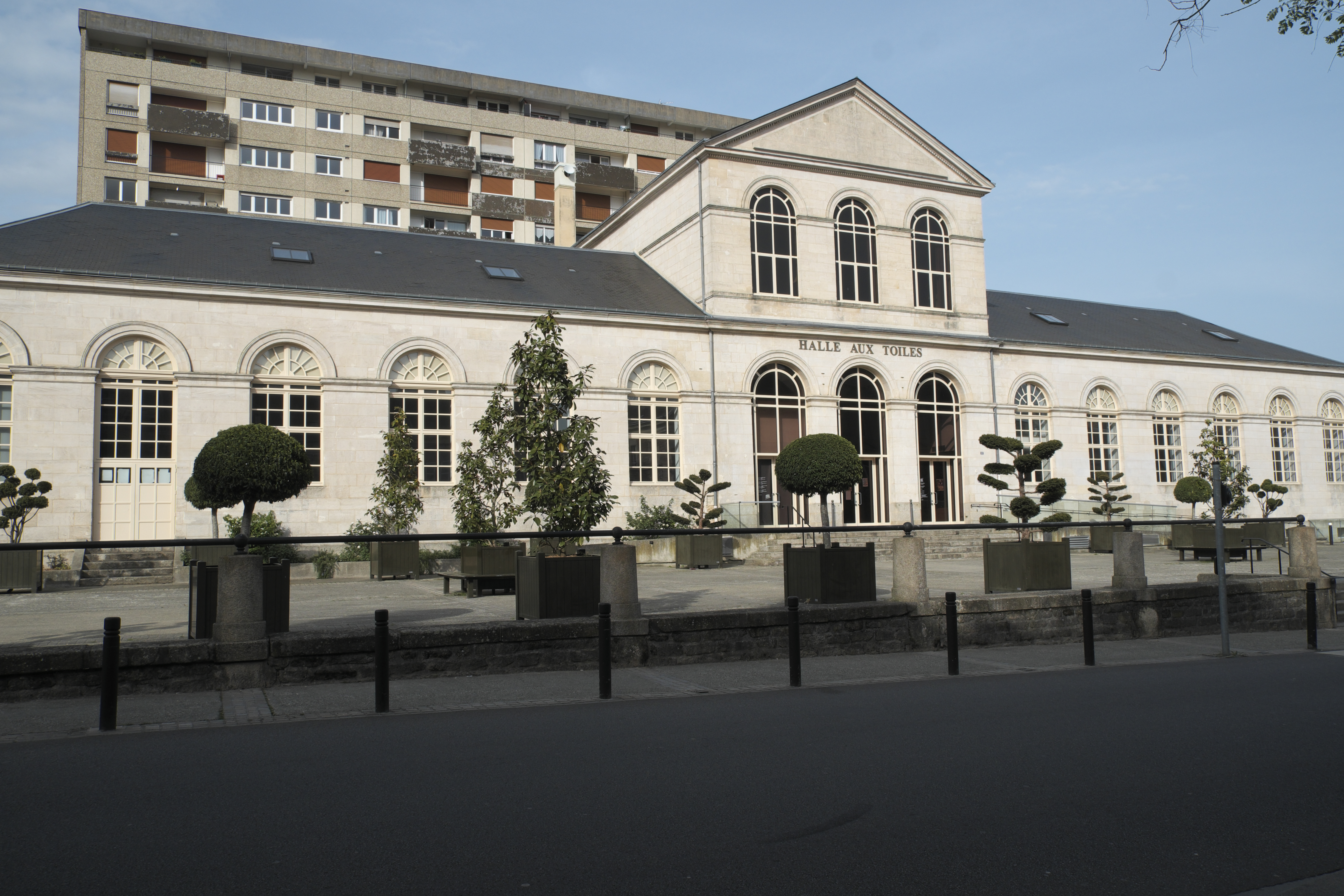
阿朗松纱织集市

阿朗松是一个区域性的经济中心，食品加工和服务业是当地主要的经济支柱，设有阿朗松工商会。阿朗松花边是当地代表性的手工产品，已于2010年被列入世界非物质文化遗产。
截止2021年10月，阿朗松共有各类用人单位（包含自雇）3,652家，平均历史为19年，其中97.5%为中小型企业（PME）。（房地产）、（汽车销售）及（医疗器械）是当地2019年营业额最高的三个企业，分别为324,230,000欧元、103,753,015欧元和102,987,695欧元。

## 财政收入
2019年，阿朗松的财政收入总额为31,859,500欧元，财政支出总额为28,182,700欧元，当年的债务总额为12,970,200欧元。2021年，阿朗松共获得13,372,774欧元的国家财政补助，比上一年增加了1.05%。
2019年，阿朗松的人均月收入总额为1,945欧元，其中高级职员为3,628欧元，低于法国平均水平（4,230欧元）；中级职员为2,171欧元，低于法国平均水平（2,411欧元）；普通职员为1,601欧元，亦低于法国平均水平（1,740欧元）。
2018年，阿朗松境内的青壮年（15至64岁）失业率为21.1%，当地41.3%的家庭拥有纳税资格，平均纳税2,620欧元，低于法国平均水平（3,888欧元）。

## 社会事务

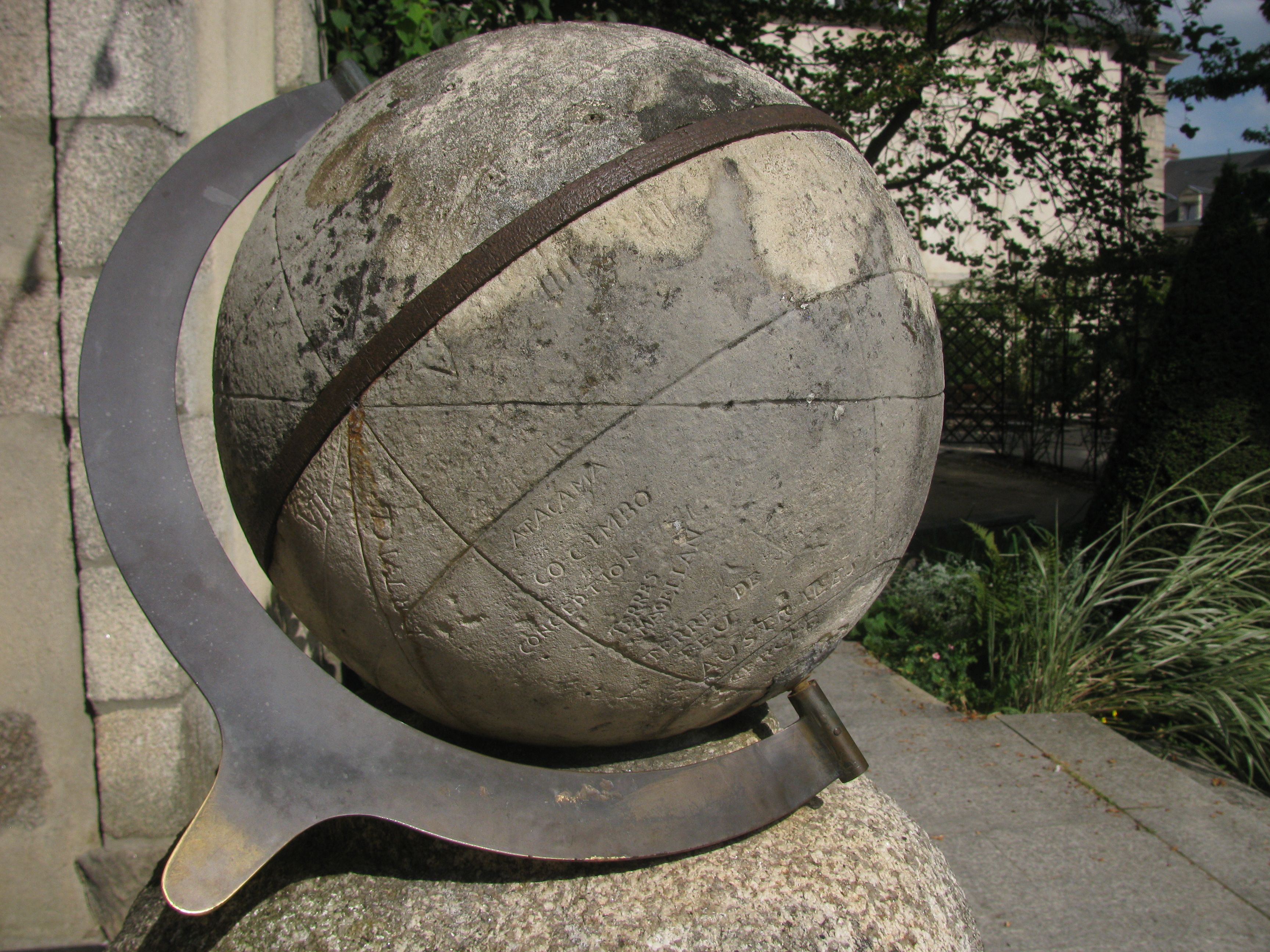
阿朗松一处初级中学内的地球仪

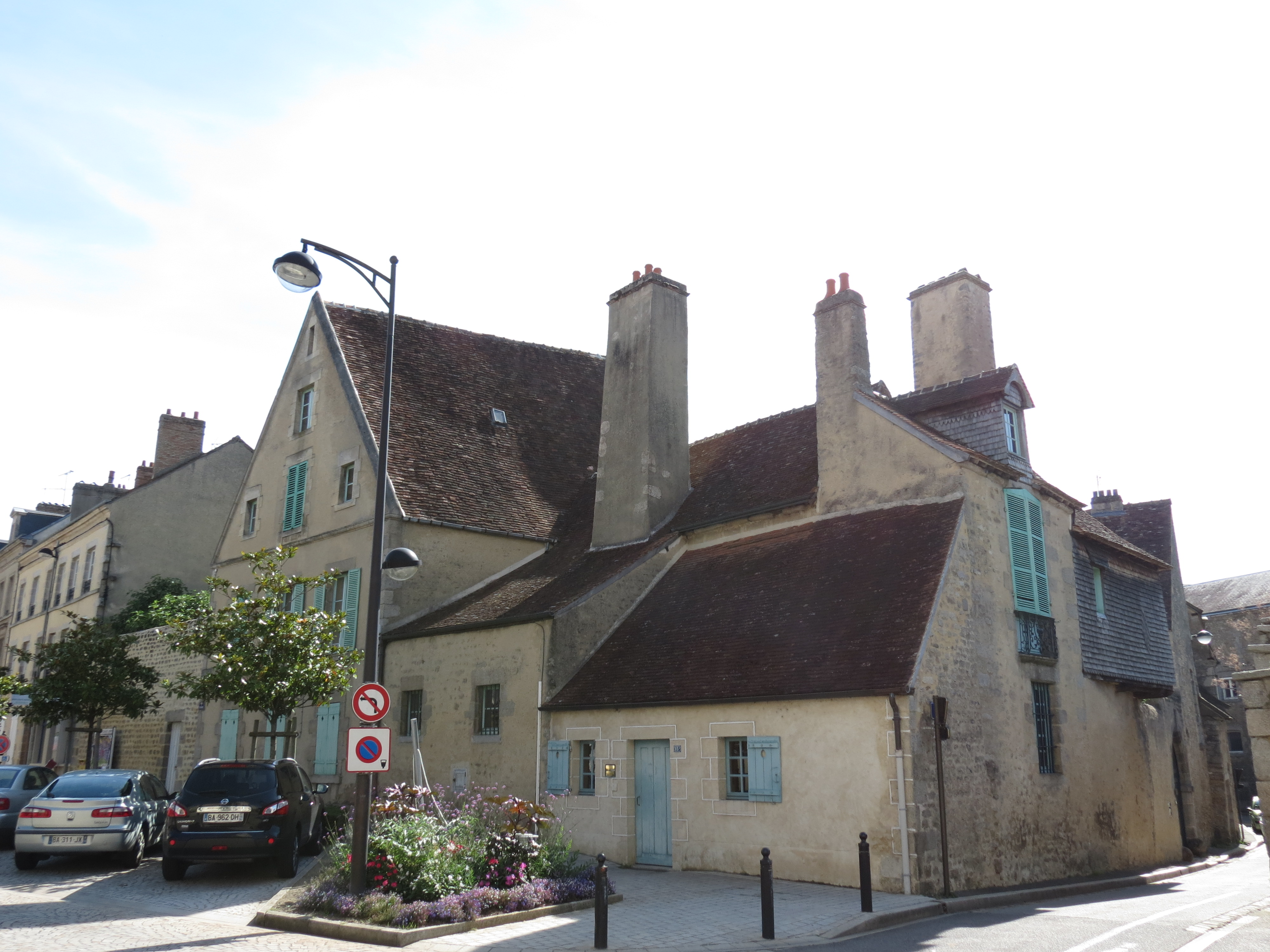
阿朗松老城区的一处民居

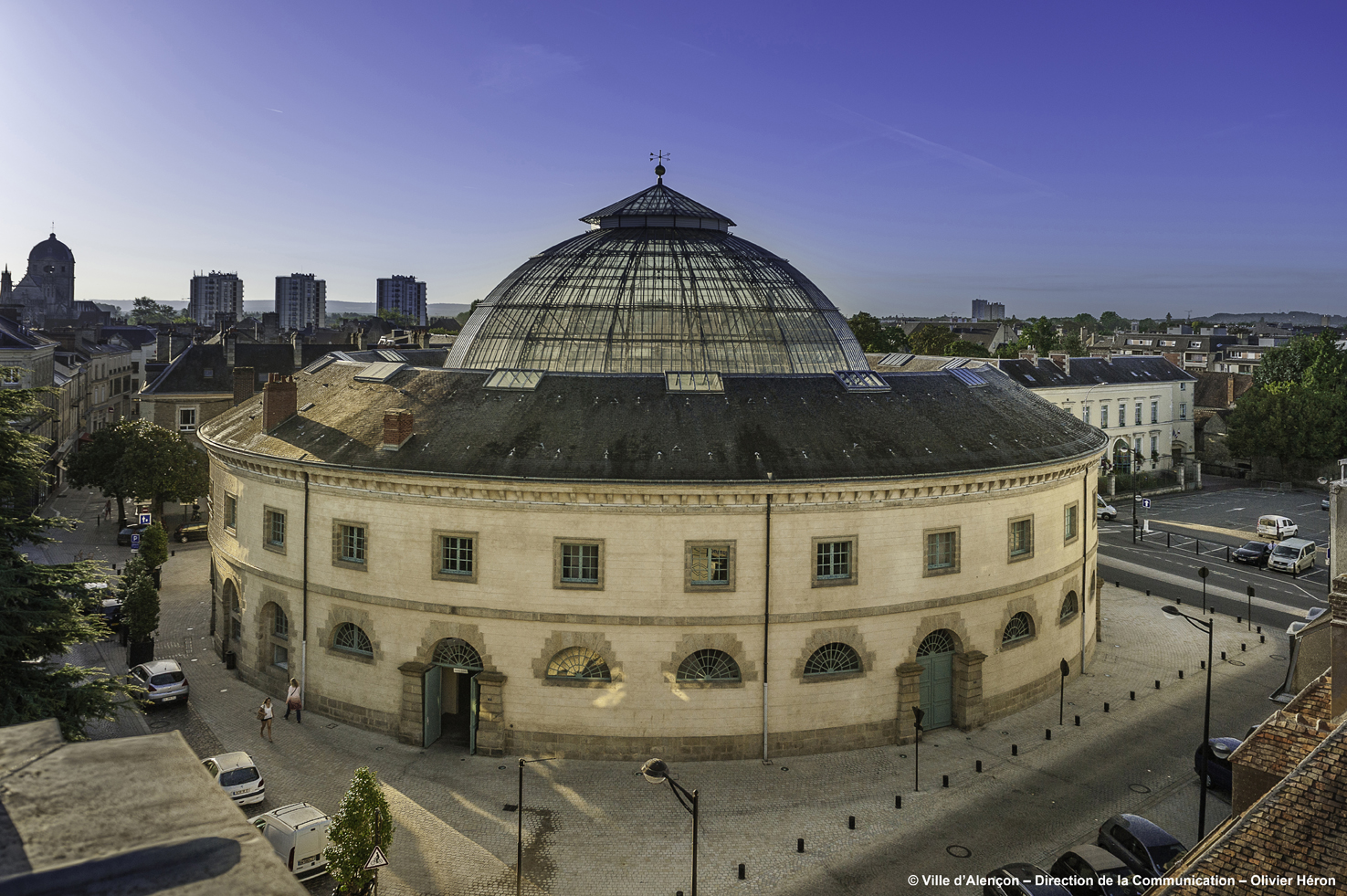
阿朗松小麦大集市

### 教育
阿朗松属于诺曼底学区。截止2020年1月1日，阿朗松境内共有15所小学或完全学校、6所初级中学、3所普通高中、2所农业高中和3所职业高中。2018至2019学年度，阿朗松境内共有学生4,471名。
在高等教育方面，阿朗松市区以西建有大学城，卡昂-诺曼底大学政法学院部分专业以及阿朗松应用技术学院（IUT d'Alençon）设于此地。

### 医疗
截止2017年1月1日，阿朗松境内共有全科医生30名、保健师32名、牙医21名、护士29名、耳科医生4名、眼科医生5名、皮肤科医生2名、助产士3名、儿科医生4名和妇科医生2名。境内共有药房13家，养老院6家，残疾人帮扶中心4家。
阿朗松中心医院，全名为“阿朗松-马梅尔斯市际中心医院”（Centre Hospitalier intercommunal Alençon-Mamers，简称），是法国的一个区域性医疗机构，其主病区位于阿朗松市区，设有床位282个，是当地规模最大的公立综合性医院。

### 住房
2018年，阿朗松境内共有各类住房15,063套，其中40%为独立式居民区，58.9%为集中式居民区。常住房屋占阿朗松市镇范围内居民建筑总量的87.8%。
在住房保障政策方面，2020年，阿朗松境内共有5,393户家庭获得了住房经济补助，受益人数占总人口数量的20.9%，其中5,305份为房租补助。

### 商业
2019年，阿朗松境内共有各类实体商铺730家，其中餐厅101家、大型超市12家、杂货店9家、面包房31家、肉铺10家、书店11家、装饰品店4家、银行门店34家、美容美发店35家、汽车维修店45家。市区南部的阿尔索奈境内建有大型开放式商业街区。

### 体育
2020年，阿朗松境内共有2家游泳池、7间体育馆、1座综合体育场、8处网球场、6处足球或橄榄球场以及5处篮球或排球场。
截至2021年10月，阿朗松境内共有7支注册足球俱乐部。其中阿朗松体育联盟是当地的代表性足球队，成立于1917年，2020至2021赛季参加法国足球戊级联赛，其主场为雅克·福球场，后者可同时容纳1,500名观众，是当地规模最大的体育设施之一。

### 环境
阿朗松的环境事务由其所属的公共社区负责。2017年，阿朗松境内共有1污染企业。

### 治安
2014年，阿朗松及附近地区共发生各类案件2,584起，其中盗窃类案件1,675起，经济类案件246起，毒品交易类案件85起。

## 文化
2020年，阿朗松境内共有2家剧场、1家电影院、1家博物馆和1家音乐厅。阿朗松市政府提供多媒体中心，向公众全年开放。

### 建筑
阿朗松境内有多处法国国家文物保护单位，其中阿朗松圣母大教堂、阿朗松公爵城堡等为当地的代表性建筑物。

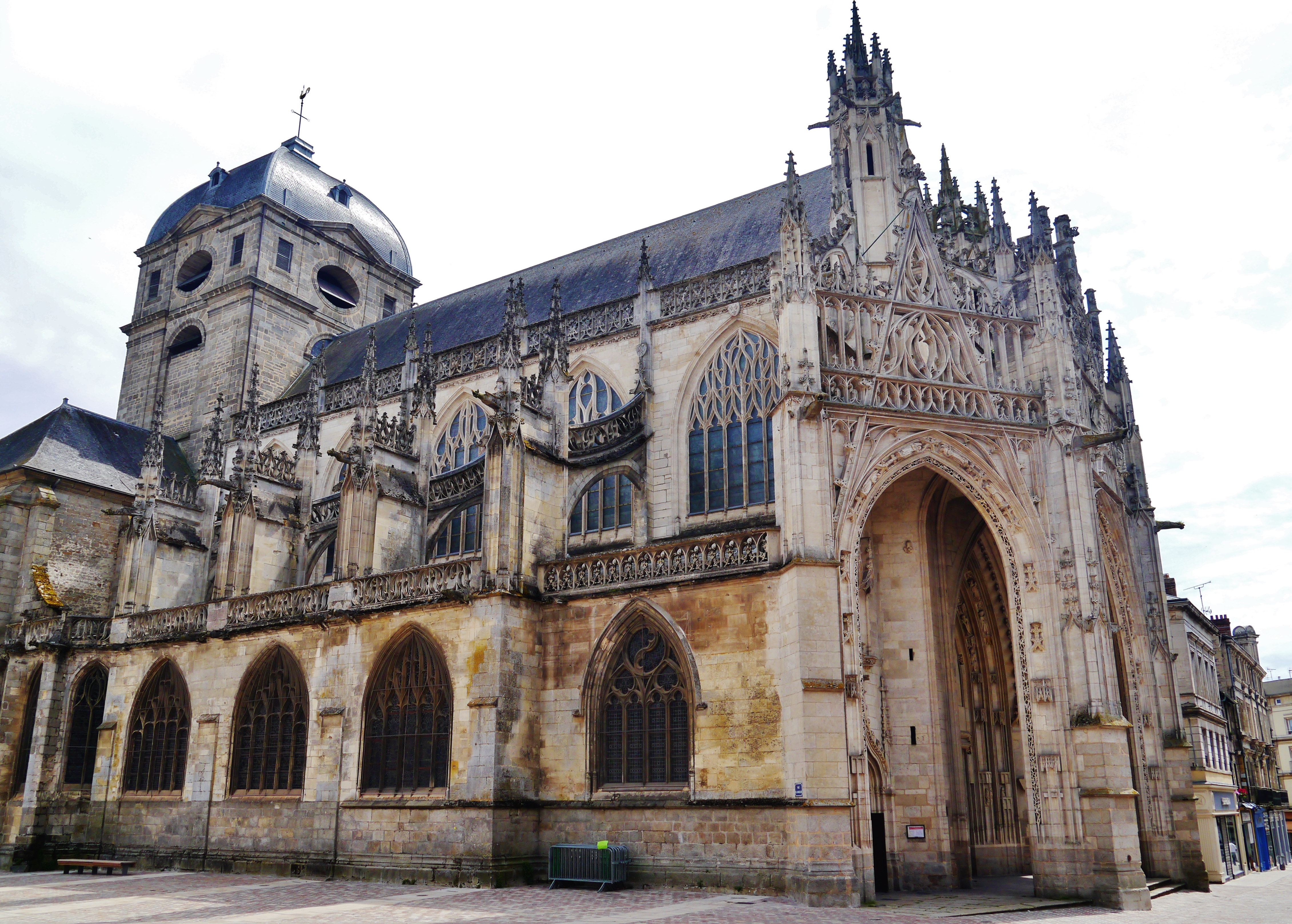
圣母大教堂（法语：Basilique Notre-Dame d'Alençon）
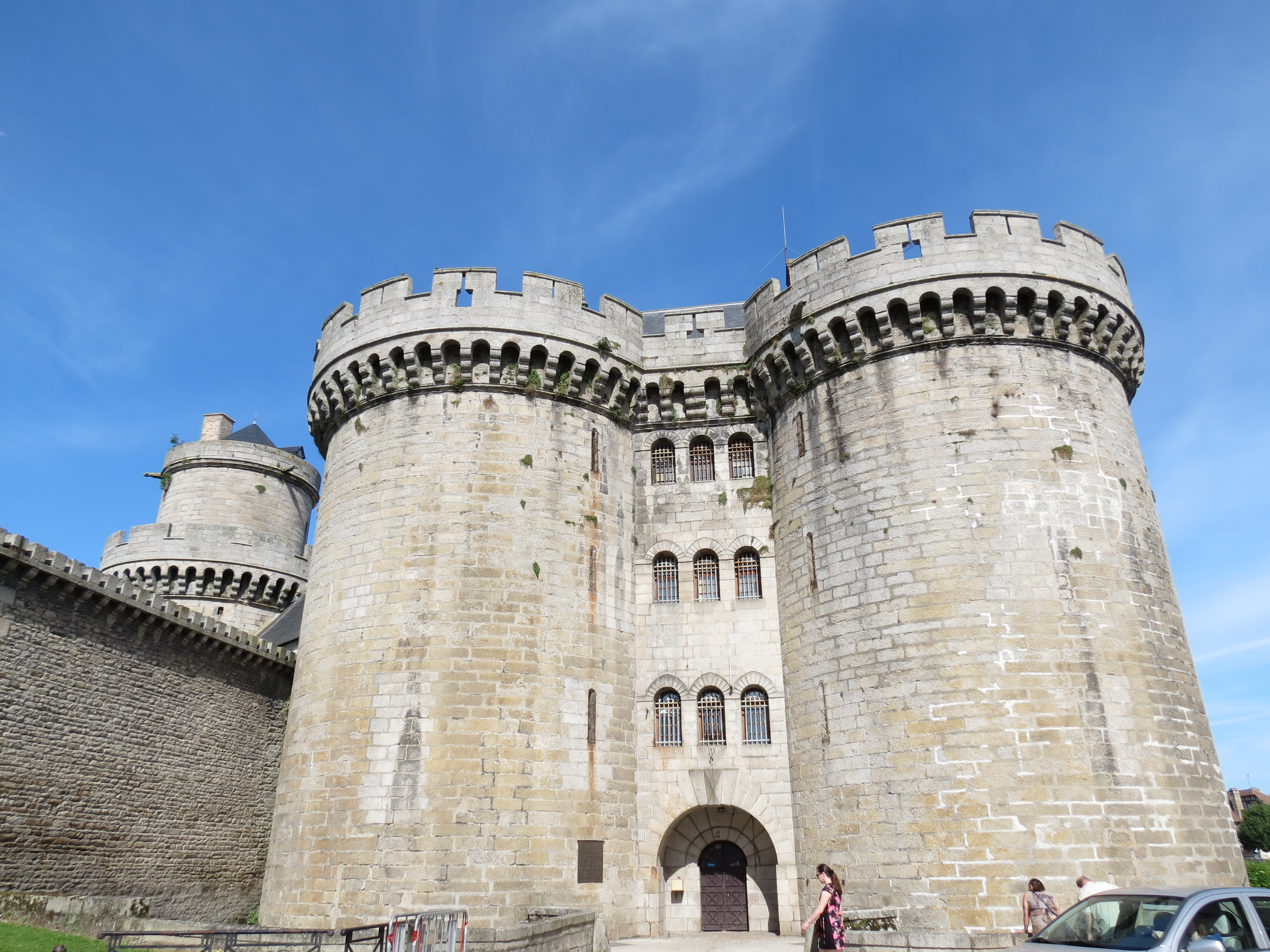
公爵城堡（法语：Château des ducs d'Alençon）
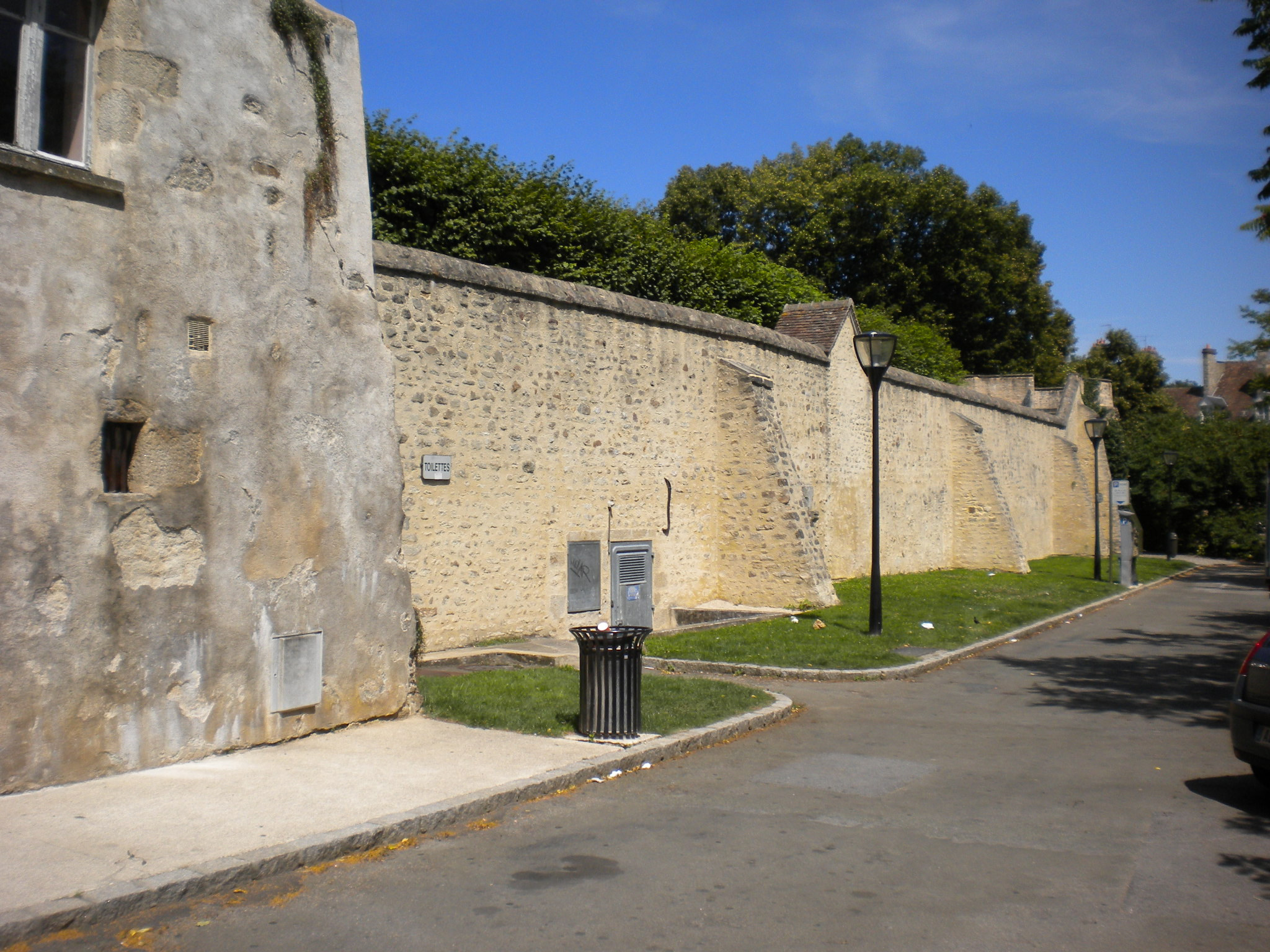
城墙
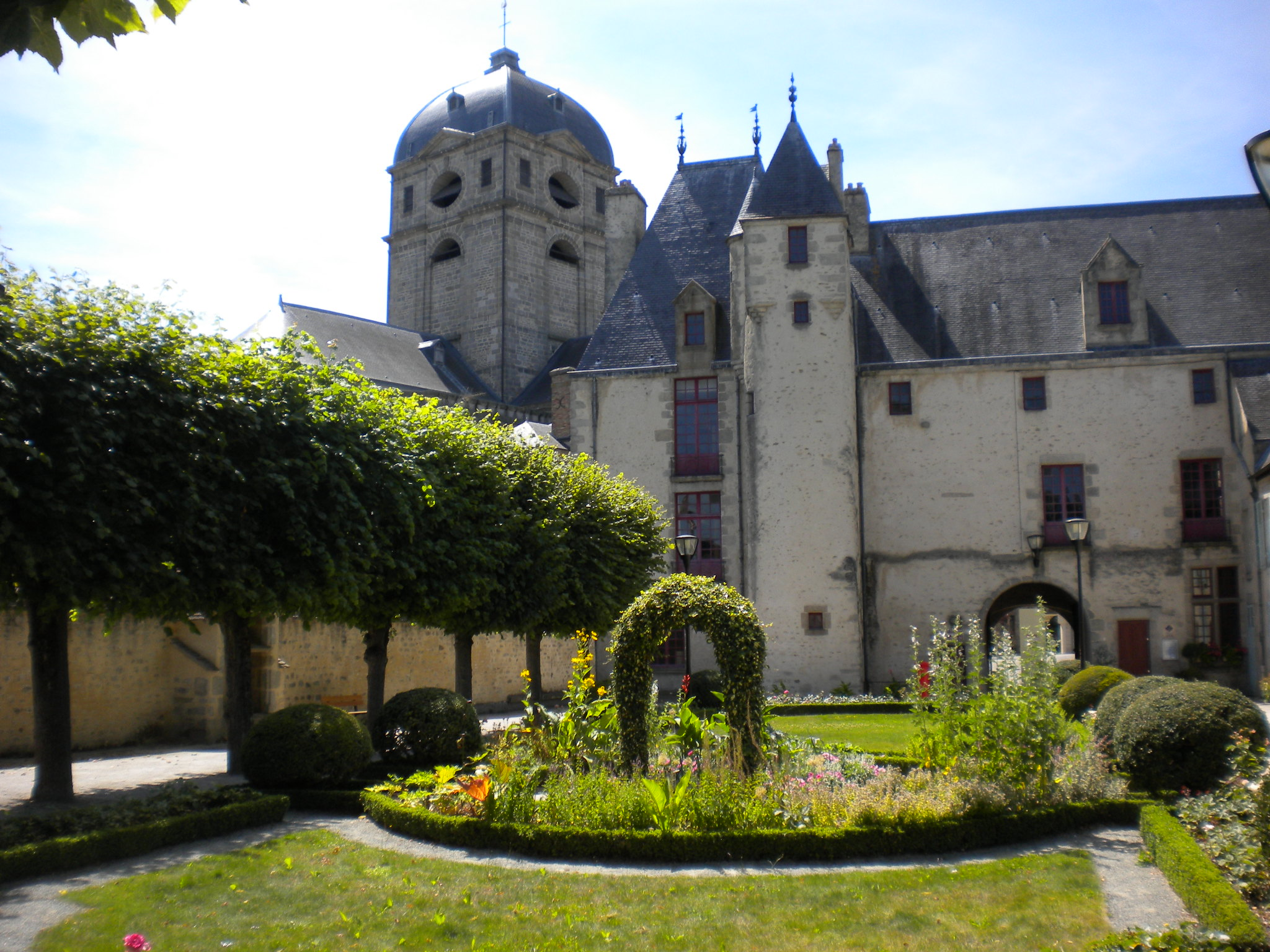
奥泽宫
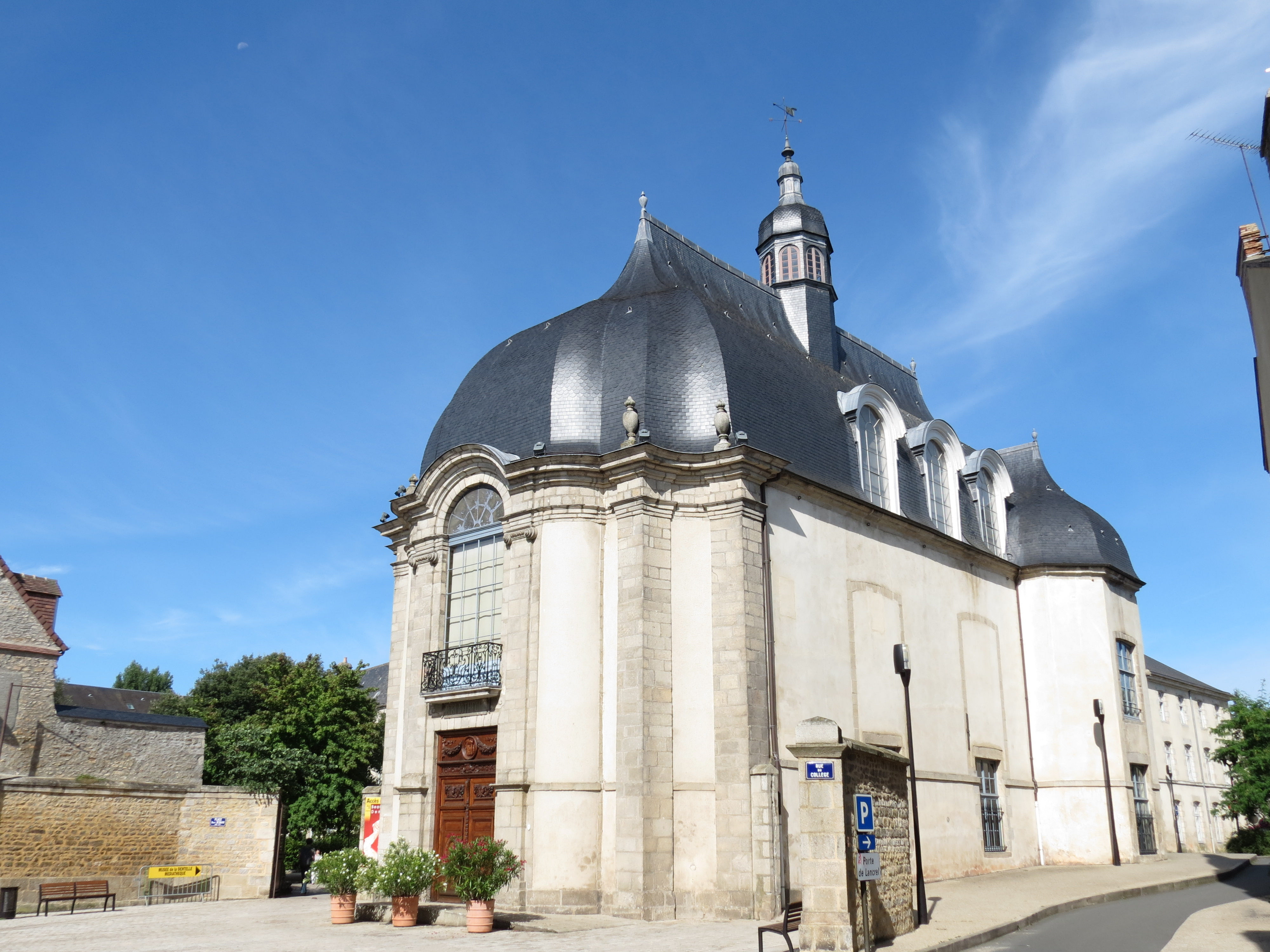
市政图书馆
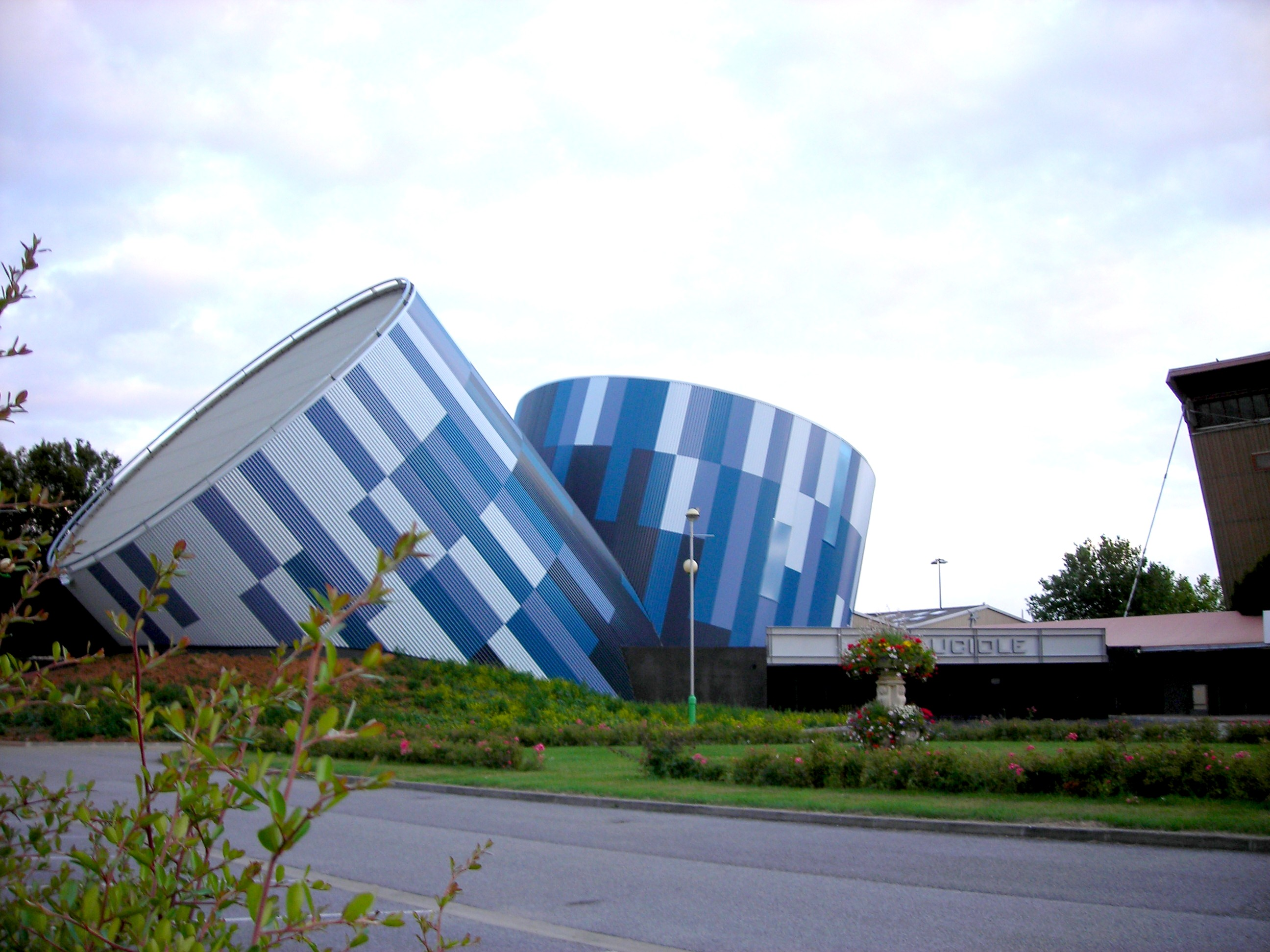
阿朗松音乐厅

### 旅游
阿朗松的旅游事务由其所属的公共社区负责。2021年，阿朗松境内共有7家酒店共计185间房间；另有1个露营地，可容纳共53辆露营车。

### 媒体
法国主要的媒体均可在阿朗松接收，法国电视三台下属的诺曼底大区频道在部分时段播出阿朗松所属区域的地方新闻。

## 相关人物
蒙费拉托侯国女王阿朗松的安娜、数学家路易·布尔东、女商人玛丽-安娜·勒诺芒、自然学家雅克·拉比亚迪埃、说唱歌手奥雷尔桑和足球运动员阿诺·姆维昂巴出生于阿朗松。

## 友好城市
截至2021年10月，阿朗松共与3座城市互为友好城市关系：
- 英格兰 貝辛斯托克
- 德国 夸肯布吕克
- 库佳拉